# Houston Street

Houston Street, /haʊstən/, är en gata på södra Manhattan i New York, gränsande till stadsdelen SoHo. Gatan är namngiven efter sydstatspolitikern William Houstoun som både stavade och uttalade sitt namn annorlunda än Sam Houston, som namngivit staden Houston i Texas. Därför uttalas även gatunamnet annorlunda än staden även om stavningen är densamma. 1891 öppnade Nikola Tesla ett laboratorium vid denna gata. Området söder respektive norr om gatan kallas SoHo respektive NoHo vilket är teleskopord för "South of Houston" respektive "North of Houston".